# Enganyapastors de la Hispaniola
El enganyapastors de la Hispaniola (Antrostomus ekmani) és una espècie d'ocell de la família dels caprimulgiformes (Caprimulgiformes) que habita boscos poc densos de la Hispaniola. Ha estat considerat una subespècie d'Antrostomus cubanensis.